# NGC 7361
NGC 7361 é uma galáxia espiral (Sc) localizada na direcção da constelação de Piscis Austrinus. Possui uma declinação de -30° 03' 27" e uma ascensão recta de 22 horas, 42 minutos e 17,9 segundos.
A galáxia NGC 7361 foi descoberta em 28 de Setembro de 1834 por John Herschel.